# Ring Ding Dong
Ring Ding Dong – singel południowokoreańskiej grupy SHINee, wydany cyfrowo 14 października 2009 roku w Korei Południowej. Wspólnie z singlem Jo Jo promował minialbum 2009, Year of Us
Osiągnął pierwszą pozycję na liście Gaon Chart.
Teledysk miał swoją premierę 16 października 2009 r. na oficjalnym kanale YouTube wytwórni. Choreografia do teledysku Ring Ding Dong została opracowana przez Mishę Gabriela i Nicka Bassa.

## Lista utworów
| Nr | Tytuł            | Słowa         | Muzyka        | Czas |
| -- | ---------------- | ------------- | ------------- | ---- |
| 1. | "Ring Ding Dong" | Yoo Young-jin | Yoo Young-jin | 3:52 |